# 熊野町 (春日井市)
熊野町（くまのちょう）は愛知県春日井市中南部にある町名。現行行政地名は熊野町と熊野町北1丁目。

## 地理
- 西部を桜佐町・小木田町・林島町、北部を堀ノ内町・穴橋町、東部を神領町・名古屋市守山区深沢、南部を名古屋市守山区吉根と隣接している。

### 河川
- 庄内川 ： 町の南を東西に西流する。
- 内津川 ： 町の西端を南北に南流。

## 歴史

### 町名の由来
町内に所在する熊野神社の名に由来する。

### 沿革
- 1878年（明治11年） - 春日井郡名栗村・野田村・牛毛村の各村が合併し、同郡熊野村として発足する[1]。
- 1880年（明治13年） - 春日井郡分割により、東春日井郡熊野村となる[1]。
- 1889年（明治22年） - 合併に伴い、雛五村大字熊野となる[1]。
- 1906年（明治39年） - 合併に伴い、篠木村大字熊野となる[1]。
- 1943年（昭和18年） - 合併に伴い、春日井市大字熊野となる[1]。
- 1948年（昭和23年）1月1日 - 町名制定により、大字熊野より熊野町・穴橋町がそれぞれ成立する[1]。

## 世帯数と人口
2019年（平成31年）4月1日現在の世帯数と人口は以下の通りである。
| 町丁          | 世帯数    | 人口    |
| ------------- | --------- | ------- |
| 熊野町        | 859世帯   | 1,922人 |
| 熊野町北1丁目 | 191世帯   | 564人   |
| 計            | 1,050世帯 | 2,486人 |

## 学区
市立小・中学校に通う場合、学区は以下の通りとなる。また、公立高等学校に通う場合の学区は以下の通りとなる。
| 町丁          | 番・番地等 | 小学校               | 中学校               | 高等学校 |
| ------------- | --- | -------------------- | -------------------- | -------- |
| 熊野町        | 1番地～1814番地1、1814番地14〜16 1847番地1～2160番地4、2241番地1～2269番地1 2504番地1～2509番地4、 2529番地～3151番地12     | 春日井市立神領小学校 | 春日井市立南城中学校 | 尾張学区 |
| 熊野町        | 1814番地3、1817番地1～1836番地4 2164番地2～2239番地10、2277番地1～2502番地4 2518番地1～2527番地7                            | 春日井市立篠原小学校 | 春日井市立東部中学校 | 尾張学区 |
| 熊野町北1丁目 | 1～15番地、17番地～100番地20 100番地23以降の枝番 1814番地2～9、1815～1845番地 2162～2239番地、2272～2502番地 2512～2528番地 | 春日井市立篠原小学校 | 春日井市立東部中学校 | 尾張学区 |
| 熊野町北1丁目 | 16番地、100番地21～22、101番地～1814番地1 1814番地10以降の枝番 1846〜2161番地、2240～2271番地 2503～2511番地、2529番地以降  | 春日井市立神領小学校 | 春日井市立南城中学校 | 尾張学区 |

## 交通

### 最寄り駅
- JR東海中央本線 春日井駅、神領駅

### 道路
- 愛知県道213号篠木尾張旭線 ： 町の中心を南北に通っている。
- 愛知県道75号春日井長久手線 ： 町の北を東西に通っている。

## 名所・旧跡

### 名所
- 密蔵院（北緯35度14分37.6秒 東経137度0分10.6秒 / 北緯35.243778度 東経137.002944度）
- 熊野神社（北緯35度14分48.5秒 東経136度59分58.5秒 / 北緯35.246806度 東経136.999583度）
- 真宝寺（北緯35度14分45.4秒 東経137度0分15.1秒 / 北緯35.245944度 東経137.004194度）
- 黙指寺（北緯35度14分54.8秒 東経137度0分2.4秒 / 北緯35.248556度 東経137.000667度）

## 施設
- 愛知県立春日井工科高等学校（北緯35度14分43.2秒 東経136度59分38.1秒 / 北緯35.245333度 東経136.993917度）
- 春日井市立篠原小学校（北緯35度15分3秒 東経136度59分45秒 / 北緯35.25083度 東経136.99583度）

## その他

### 日本郵便
- 集配担当する郵便局は以下の通りである[9]。

| 町丁     | 郵便番号 | 郵便局       |
| -------- | -------- | ------------ |
| 熊野町北 | 486-0820 | 春日井郵便局 |
| 熊野町   | 486-0822 | 春日井郵便局 |